# Carangoides orthogrammus
Espèce
Statut de conservation UICN

 LC  : Préoccupation mineure
La carangue tachetée (Carangoides orthogrammus), est une espèce de poissons de la famille des Carangidés.

## Taxonomie et dénomination
La carangue tachetée est classée dans le genre Carangoides, de la famille des Carangidés, de l'ordre des perciformes et du sous-ordre percoidei.
La première description scientifique d'un individus de cette espèce est réalisée par les ichtyologistes Jordan et Gilbert en 1881, à partir d'un spécimen capturé dans les eaux des îles Revillagigedo, un archipel volcanique mexicain de l’océan Pacifique. Ils dénomment cette espèce Caranx orthogrammus, la reliant ainsi aux carangues du genre Caranx. Orthogrammus signifie « en ligne droite », en grec.L'espèce est plus tard intégrée au genre Carangoides, après une révision de la famille des caranguidés.
L'espèce fut indépendamment décrite et dénommée plusieurs fois, et fut source de nombreuses confusions avec Carangoides ferdau, ce qui entraina l'existence de nombreux synonymes. John Treadwell Nichols considérait l'espèce C. ferdau jordani qu'il avait découverte comme séparée de C. orthogrammus, ou une sous-espèce de Carangoides ferdau, avant d'être finalement transférée sous le nom de Carangoides jordani.
L'espèce Carangoides orthogrammus fut également considérée comme une sous-espèce d'un synonyme, Carangoides gymnostethoides, et fut également renommée Carangoides nitidus. Carangoides orthogrammus est aujourd'hui considérée comme une espèce propre, les autres synonymes étant rendus invalides.
Synonymes :
- Carangoides ferdau (subsp. Jordanie Nichols, 1922)
- Carangoides gymnostethoides (subsp. evermanni Nichols, 1921)
- Carangoides Jordanie (Nichols, 1922)
- Carangoides nitidus (Smith, 1972)
- Caranx orthogrammus (Jordan & Gilbert, 1882)

Noms vernaculaires :
- Carangue à points jaunes (Nouvelle-Calédonie)
- Carangue des îles (France métropolitaine)
- Carangue tachetée (Polynésie française)

## Morphologie
Les carangues tachetées possèdent neuf épines dorsales, de 28 à 31 rayons mous dorsaux, 3 épines anales et de 24 à 26 rayons mous anales. La partie inférieure du corps et de la tête est argenté. La partie supérieure du corps et de la tête possède une teinte bleu-vert, le bas du corps est plus pâle. Le corps est marqué de quelques points dorés.
Le maximum de taille connu est de 75 cm, et le poids maximal répertorié est de 6,610 kg.

## Répartition géographique
Ces poissons tropicaux peuplent des eaux chaudes entre les latitudes 30°N et 30°S. Ils peuplent les eaux des océans Pacifique et Indien, et des nombreuses îles de ces deux océans. En Afrique, ils sont présents du golfe d'Aden jusqu'aux côtes du Mozambique. Ils sont présents dans les eaux des îles au sud de l'Inde et du Sri Lanka. Dans le Pacifique, la limite de peuplement nord se trouve au Sud du Japon et à Hawaii. Au Sud, ils sont présents sur les côtes Est et Ouest de l'Australie, jusqu'à l'île de Lord Howe. Sur la côte Ouest des Amériques, ils peuplent les eaux du Mexique et des îles Revillagigedo.

## Comportement
Ces carangues vivent sur les côtes récifales entre 3 et 168 mètres de profondeur. Elles adoptent aussi un comportement pélagique. Elles apprécient particulièrement les eaux bordant les îles océaniques, mais sont très peu présentes sur les côtes continentales. À Hawaii cette espèce est très peu présente à l'intérieur des baies, et semble plus abondantes légèrement plus loin des côtes, probablement en raison de la compétition avec d'autres espèces peuplant ces eaux.
Elles se déplacent généralement seules, par paires ou en petit groupes. Ces groupes fréquentent les bassins sablonneux des rivières, les chenaux sablonneux des lagons et les bords des récifs côté océan. Elles se nourrissent de petits poissons, et de crustacés sur les fonds sablonneux. Une étude menée en Nouvelle-Calédonie montre que le régime alimentaire de cette espèce se compose essentiellement de poissons, à hauteur de 98 % de leur alimentation, avec seulement 1 % dédiée aux crabes et crevettes. Une étude similaire menée à Hawaii a montré que la même espèce y a un régime alimentaire composé à 64,7 % de crabes, crevettes et divers Stomatopoda, 32,3 % de petits poissons de type gobies et de poissons benthiques de l'ordre des scorpaeniformes, et 2 % de céphalopodes. L'étude envisage que les principales espèces de carangues présentes dans les eaux de Hawaii modifient leur régime alimentaire pour réduire la compétition avec d'autres espèces, mais que ces ratios peuvent changer en fonction des habitats.
La biologie de cette espèce est méconnue, en dehors d'une estimation de fraie au mois de mars dans les eaux des îles Salomon.
La carangue tachetée fait partie des nombreuses espèces de carangues connues pour être attirées par les dispositifs attracteurs artificiels destinés à concentrer le poisson en haute mer pour les pécheurs.

## Pêche
La carangue rayée peut-être capturée à la traîne et à la ligne de fond. Elle est généralement commercialisée fraiche mais aussi séchée ou salée, sur les petits marchés locaux. Elle est parfois capturée par les pratiquants de la pêche sportive. Son importance commerciale est peu élevée, l'espèce étant généralement une prise secondaire.
Sa chair ne semble présenter aucun danger particulier relativement à la ciguatera.